# Coupe d'Iran de football
 (août 2024).
Si vous disposez d'ouvrages ou d'articles de référence ou si vous connaissez des sites web de qualité traitant du thème abordé ici, merci de compléter l'article en donnant les références utiles à sa vérifiabilité et en les liant à la section « Notes et références ».
La Coupe d'Iran de football a été créée en 1976.

## Palmarès
- 1975-1976 : Malavan FC 4-1 Tractor Sazi
- 1976-1977 : Esteghlal Téhéran 2-0 Homa Téhéran
- De 1978 à 1986 : Non disputée
- 1986-1987 : Malavan FC 2-0 Khibar Khorramabad
- 1987-1988 : Persépolis Téhéran 1-0 / 0-0 Malavan FC
- 1988-1989 : Shahin Ahvaz 1-4 / 3-0 Malavan FC
- 1989-1990 : Malavan FC 0-0 (tab 6-5) Esteghlal Téhéran
- 1990-1991 : Persépolis Téhéran 2-1 Malavan FC
- De 1991 à 1993 : Non disputée
- 1993-1994 : Saipa Karaj 0-0 / 1-1 Jonoob Ahvaz
- 1994-1995 : Bahman Karaj 0-1 / 2-0 Tractor Sazi
- 1995-1996 : Esteghlal Téhéran 3-1 / 2-0 Bargh Chiraz
- 1996-1997 : Bargh Chiraz 1-1 (tab 3-0) Bahman Karaj
- 1997-1998 : Non disputée
- 1998-1999 : Persépolis Téhéran 2-1 Esteghlal Téhéran
- 1999-2000 : Esteghlal Téhéran 3-1 Bahman Karaj
- 2000-2001 : Fajr Sepasi 1-0 / 2-1 Zob Ahan
- 2001-2002 : Esteghlal Téhéran 2-1 / 2-2 Fajr Sepasi
- 2002-2003 : Zob Ahan 2-2 / 2-2 (tab 6-5) Fajr Sepasi
- 2003-2004 : Sepahan Ispahan 3-2 / 2-0 Esteghlal Téhéran
- 2004-2005 : Saba Battery Téhéran 1-1 / 1-1 (tab 4-2) Aboomoslem Mechhad
- 2005-2006 : Sepahan Ispahan 1-1 / 1-1 (tab 4-2) Persépolis Téhéran
- 2006-2007 : Sepahan Ispahan 1-0 / 3-0 Saba Battery Téhéran
- 2007-2008 : Esteghlal Téhéran 0-1 / 3-0 Pegah Gilan
- 2008-2009 : Zob Ahan 0-1 / 5-1 Rah Ahan Téhéran
- 2009-2010 : Persépolis Téhéran 1-0 / 3-1 Gostaresh Foolad Tabriz
- 2010-2011 : Persépolis Téhéran 4-2 / 0-1 Malavan FC
- 2011-2012 : Esteghlal Téhéran 0-0 (tab 4-1) Shahin Bushehr
- 2012-2013 : Sepahan Ispahan 2-2 (tab 4-2) Persépolis Téhéran
- 2013-2014 : Tractor Sazi 1-0 Mes Kerman
- 2014-2015 : Zob Ahan 3-1 Naft Teheran
- 2015-2016 : Zob Ahan 1-1 (tab 5-4) Esteghlal Téhéran
- 2016-2017 : Naft Teheran 1-0 Tractor Sazi
- 2017-2018 : Esteghlal Téhéran 1-0 FC Khooneh be Khooneh
- 2018-2019 : Persépolis Téhéran 1-0 Damash Gilan
- 2019-2020 : Tractor 3-2 Esteghlal Téhéran
- 2020-2021 : Foolad Ahvaz 0-0 (tab 4-2) Esteghlal Téhéran
- 2021-2022 : Nassaji Mazandaran 1-0 Aluminium Arak FC
- 2022-2023 : Persépolis FC 2-1 ap Esteghlal FC
- 2023-2024 : Sepahan Sport Club 2-0 Mes Rafsanjan
- 2024-2025 : Esteghlal FC 1-0 ap Malavan FC